# الحزب الشعبي النقابي (البرازيل)
الحزب الشعبي النقابي (بالبرتغالية: Partido Popular Sindicalista‏) هو حزب سياسي في البرازيل أسسه ميغيل ريالي في عام 1945. اندمج الحزب مع أحزاب أخرى لتشكيل الحزب التقدمي الاجتماعي في عام 1946.
في انتخابات عام 1945، انتخب من الحزب أربعة نواب وعضو واحد في مجلس الشيوخ - أولافو دي أوليفيرا في سيارا.